# Laurence des Cars
Laurence Élisabeth de Pérusse des Cars, coneguda com Laurence des Cars (Antony, 13 de juny de 1966) és una conservadora general de patrimoni i historiadora de l'art francesa. És la directora del Museu de'Orsay i del Museu de l'Orangerie. Ha estat nomenada per assumir el càrrec de presidenta i directora del Museu del Louvre a partir de l'1 de setembre de 2021, per la qual cosa serà la primera dona en la història de la institució a dirigir el museu més visitat del món.

## Biografia
Laurence des Cars va néixer a Antony, França. És la filla del periodista i escriptor Jean des Cars i la neta del novel·lista Guy des Cars (ell mateix és el segon fill de François de Pérusse des Cars, cinquè duc des Cars). Va estudiar història de l'art a la Universitat Paris IV Sorbonne i a l'Escola del Louvre, després es va incorporar a l'Institut Nacional del Patrimoni i el 1994 va començar a treballar com a curadora en el Museu d'Orsay.
És especialista en l'art del segle xix i principis del XX. Com a professora a l'Escola del Louvre, va organitzar nombroses exposicions per a diversos museus, com a L'Origine du monde, autour d'un chef-d'œuvre de Courbet (Museu d'Orsay, 1996); Jean-Paul Laurens, peintre d'histoire (Museu d'Orsay, Museu dels Agustins de Tolosa, 1997-1998); Edward Burne-Jones (Metropolitan Museum of Art, Museu de Birmingham, Museu d'Orsay, 1998-1999); Courbet et la Commune (Museu d'Orsay, 2000); Thomas Eakins, un réaliste américain (Museu d'Art de Filadèlfia, Museu d'Orsay, Metropolitan, 2001-2002); Édouard Vuillard (Galeria Nacional d'Art, Museu de Belles arts de Montreal, Galeries nationales du Grand Palais, Royal Academy of Arts, 2003-2004); Gustave Courbet (Galeries nationales du Grand Palais, MET, Museu Fabre, 2007-2008); Jean-Léon Gérôme (Museu Getty, Museu d'Orsay, Museu Thyssen-Bornemisza, 2010-2011); Louvre Abu Dhabi, naissance d'un musée (Museu Manarat Al Saadiyat, Museu del Louvre, 2013-2014); Attaquer le soleil : Hommage au marquis de Saden (Museu d'Orsay, 2014-2015); Apollinaire, lerespect du poète (Museu de l'Orangerie, 2016); La peinture américaine des années 1930 (Musée de l'Orangerie, 2016-2017).
Laurence des Cars va ser nomenada directora científica de la Agence France-Museums el juliol de 2007, operador francès a càrrec del desenvolupament del Louvre Abu Dhabi. També va ser promoguda a curadora general de patrimoni el 2011 i va ser nomenada directora del Museu de l'Orangerie al gener de 2014, per la llavors ministra de Cultura, Aurélie Filippetti. El 27 de febrer de 2017, el llavors president francès François Hollande la va nomenar oficialment directora del Museu d'Orsay.
El maig de 2021 va ser nomenada per assumir el càrrec de directora del Museu del Louvre a partir de l'1 de setembre de 2021, convertint-se en la primera dona a ocupar el càrrec en els 228 anys d'història de la institució. El seu projecte, titulat Louvre 2030, proposa l'obertura a nous públics i «reafirmar la vocació universal del primer museu del món a partir del "diàleg" entre l'art antic i el món contemporani», va ser seleccionat pel Ministeri de Cultura i el president Macron.
És autora de nombrosos assajos il·lustrats, inclòs un llibre sobre els prerrafaelites per a la col·lecció Découvertes Gallimard, Les Préraphaélites: Un modernisme à l'anglaise (1999); L'art français: Le XIXᵉ siècle (Flammarion, 2008); Le petit dictionnaire Vallotton en 21 obsessions (RMN Grand Palais, 2013).

## Premis i reconeixements
Laurence des Cars és cavallera de la Legió d'Honor, Ordre Nacional del Mèrit i oficial de les Arts i les Lletres.

## Publicacions destacades
- Les Préraphaélites: Un modernisme à l'anglaise, Gallimard; Réunion des musées nationaux, coll. «Découvertes Gallimard / Arts» (no 368), 1999. ISBN 2070534596
- Gérôme: De la peinture à l'image. Gallimard; Musée d'Orsay, coll. «Découvertes Gallimard Hors série», 2010. ISBN 9782070130672
- Le Petit Dictionnaire Vallotton en 21 obsessions, RMN Grand Palais, 2013.

### En col·laboració
- Henri Loyrette (dir.), L'Art français, le xixe siècle, en collaboration avec Sébastien Allard. Flammarion, 2008.
- Laurence des Cars (dir), Louvre Abu Dhabi : Naissance d'un musée. Louvre éditions ; Éditions Flammarion, coll. «Catalogue d'exposition», 2013. ISBN 978-2-08123-237-2